# Pate (île)
Pour les articles homonymes, voir Île Paté.
Pour l’article ayant un titre homophone, voir Pâté.
Pate ou Paté est une petite île du Kenya située dans l'archipel de Lamu (océan Indien). Il n'y a pas d'engin motorisé dans l'île.

## Histoire

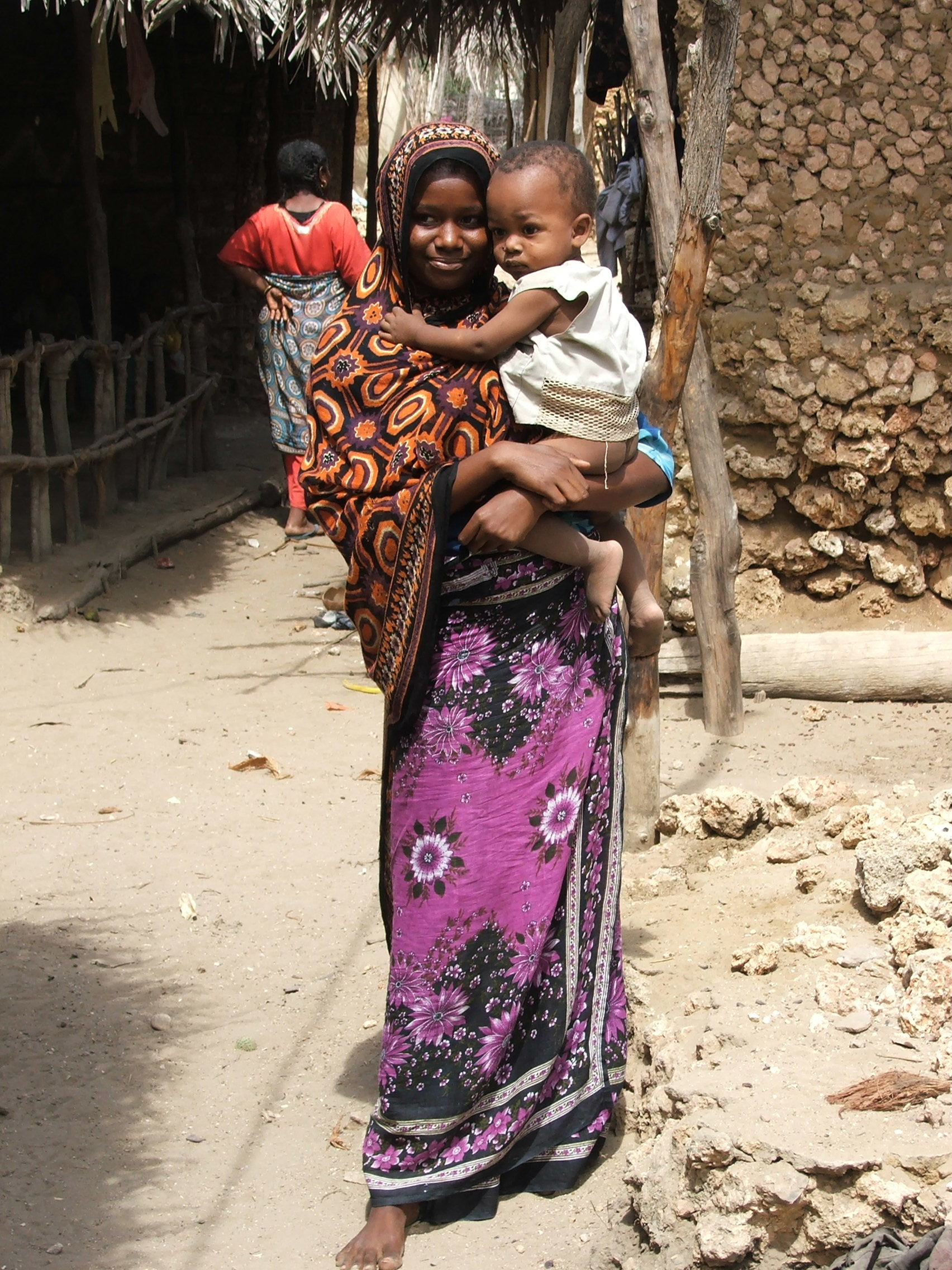
Jeune femme portant le kanga traditionnel (drap noué autour de le taille et vêtement unisexe).

L'île est habitée par une population swahilie depuis au moins le VIIe siècle. Selon le mythe fondateur rapporté dans la chronique de Pate, le sultanat de Pate aurait été fondé par des réfugiés d'Oman en 1203. C'est à cette époque qu'aurait été créée la dynastie Nabahani. Toutefois, des travaux historiques et archéologiques ont démontré que la cité est beaucoup plus ancienne et que ladite dynastie prend le pouvoir bien plus tard, probablement au XVIIe siècle et au plus tard vers 1688. L'île devient un centre de première importance au XVIe siècle et reste un centre de culture important du monde swahili. L'île est subjuguée[Quoi ?] par la dynastie omanaise des Busaidi, établie à Zanzibar au XIXe siècle. Des fouilles menées localement ont révélé, sur le site de Shanga, la plus ancienne trace de mosquée au sud du Sahara, datée des environs de l'an 990 de notre ère. 
| Date                       | Nom                             | Info     |
| -------------------------- | ------------------------------- | -------- |
| 1688 à 1713                | Bwana Mkuu (en)                 |          |
| 1713 à 17??                | Bwana Tamu (en)                 |          |
| 1779 à 1809                | Fumo Madi ibn Abi Bakr (en)     |          |
| 1809 à 1813                | Ahmad ibn Shaykh                |          |
| 1813 à 1818                | Fumo Luti Kipunga ibn Fumo Madi |          |
| 1818 à 18??                | Fumo Luti ibn Ahmad             |          |
| 18?? à 1823                | Bwana Shaykh ibn Fumo Madi      | 1re fois |
| 1823 à 18??                | Bwana Waziri ibn Bwana Tamu     | 1re fois |
| 18?? à 18??                | Bwana Shaykh ibn Fumo Madi      | 2de fois |
| 18?? à 1830                | Bwana Waziri ibn Bwana Tamu     | 2de fois |
| 1830 à 1840                | Fumo Bakari ibn Shaykh          |          |
| 1840 à 1856                | Ahmad ibn Fumo Bakari           |          |
| 1856 à 1858                | Ahmad Simba Balla ibn Fumo Luti |          |
| Dynastie ?[réf. souhaitée] |                                 |          |
| 1858 à 1870                | Shaykh Muhammad                 |          |
| 1870                       | abolition du sultanat           |          |

## Légendes
L'île de Pate est aussi le cadre des principaux événements du corpus légendaire du héros Fumo Liyongo, qui affronte son cousin maternel, Daudi Mwingari, pour le trône du sultanat de Pate. Il est probable que ce corpus se fonde sur un personnage historique réel, mais Liyongo n'est pas mentionné par les chroniques historiques swahilies et la date à laquelle il aurait vécu reste difficile à fixer (quelque part entre les IXe et XIIIe siècles au moins).
Les habitants de l'île perpétuent une légende racontant l’histoire d'un navigateur chinois, Zheng He, qui aurait accosté et fait souche parmi les insulaires au XVe siècle. 

## Villes
- Siyu
- Faza, le centre administratif de Pate, connu durant la domination portugaise sous le nom d'Ampaza.
- Kizingitini
- Pate (ville)

## Personnalités
- Mwana Kupona (v. 1810 - v. 1865), poétesse.